# Artemis Fowl: De zevende dwerg
Artemis Fowl: De zevende dwerg (originele titel Artemis Fowl: The Seventh Dwarf) is een kort verhaal uit de Artemis Fowl-serie van de Ierse auteur Eoin Colfer. Colfer schreef het verhaal speciaal voor Wereldboekendag 2004. Het verhaal is nadien ook herdrukt in De Artemis Fowl Files.

## Inhoud
Artemis Fowl lokt de dwerg Turf Graafmans (Engelse naam: Mulch Diggums) naar New York. Hij wil zijn hulp voor het stelen van een kostbare Fei Fei tiara, waarin een unieke blauwe diamant zit verwerkt. Artemis wil deze diamant volgens eigen zeggen gebruiken voor een laser. Een groep van zes dwergen onder leiding van Sergei is Artemis en Turf echter voor en steelt de tiara eerst met het plan deze te verkopen aan verschillende Europese juweliers. Turf infiltreert in de groep en steelt de tiara terug.
Ondertussen is Holly Short aan het bijkomen van haar ervaringen met Artemis. Ze wordt echter opgeroepen door Foaly om Artemis’ vliegtuig te traceren daar de elfBI lucht heeft gekregen van de diefstal. Ze vindt Artemis, maar die kan nog net de echte diamant omwisselen voor een vervalsing.
Uiteindelijk blijkt dat Artemis de diamant enkel wilde hebben omdat de kleur hem deed denken aan de ogen van zijn verdwenen vader. Hij geeft de diamant aan zijn moeder en belooft zijn vader te zullen vinden.

## Continuïteit
Chronologisch gezien speelt Artemis Fowl: De zevende dwerg zich af tussen het eerste boek en Artemis Fowl: De Russische connectie. Er zijn echter een aantal tegenstrijdigheden. Zo ontmoet Artemis in dit verhaal de dwerg Turf Graafmans   voor het eerst in levenden lijve, maar in Artemis Fowl: De Russische connectie kennen de twee elkaar nog niet. Dit heeft ertoe geleid dat fans Artemis Fowl: De zevende dwerg vaak niet rekenen tot de officiële canon van de boekenreeks.